# 邁耶爾·凱塞林
邁耶爾·凱塞林（德語：Meyer Kayserling，1829年6月17日—1905年4月21日）出生於德國漢諾威下薩克森的拉岑，是一位德國的首席拉比，同時也是猶太百科全書共同作者之一。

## 生平
他是歷史學家利奧波德·馮·蘭克的學生，在他的鼓勵之下，致力於研究伊比利半島的猶太人歷史和文學。
1861年瑞士阿爾高州任命他為拉比，一直任職到1870年。1870年他接受布達佩斯的呼召，成為該地的拉比，同時也參與西班牙皇家學院的教育工作。除了擁有豐富的著作以外，
1890年後參與猶太百科全書編寫的工作，布達佩斯的拉比神職長達35年，直到1905年逝世，享年75歲。